# Skugg-gömman
Skugg-gömman kom 1988 och är den sista delen i Maria Gripes Skugg-romanserie.
Skugg-gömman skiljer sig något från de första tre böckerna i serien, framförallt för att man som läsare får byta perspektiv från Berta till Carolin. För första gången får man följa med i Carolins tankegångar. Flickorna har nu även blivit några år äldre, vilket Maria Gripe skildrar genom mer vuxna tankar och funderingar. I Skugg-gömman har Carolin flyttat till Stockholm där hon utbildar sig till skådespelare.

## Maria Gripes skuggserie
- 1982 Skuggan över stenbänken
- 1984 ...och de vita skuggorna i skogen
- 1986 Skuggornas barn
- 1988 Skugg-gömman